# Степанов, Николай Леонидович
Никола́й Леони́дович Степа́нов (7 (20) декабря 1902, Ялта, Российская империя — 31 июля 1972, Переделкино, СССР) — советский литературовед. Доктор филологических наук, сотрудник ИМЛИ и профессор МГПИ.

## Биография
В 1925 году окончил факультет общественных наук Ленинградского государственного университета и словесное отделение Государственного института истории искусств (ГИИИ). Уже на следующий год начал публиковаться.
В 1945—1970 годах старший научный сотрудник Института мировой литературы имени А. М. Горького АН СССР. В 1947 году защитил диссертацию «Творчество Крылова-баснописца» на соискание учёной степени доктора филологических наук.
В 1947—1957 годах профессор Московского государственного педагогического института имени В. И. Ленина.
Научные интересы Н. Л. Степанова лежали в области русской литературы XVIII—XIX веков и советской поэзии (Владимир Маяковский, Василий Каменский, Велимир Хлебников, Николай Заболоцкий и др.). В особенности он интересовался вопросами поэтики.
Под редакцией Степанова изданы собрания сочинений Ивана Крылова, Николая Гоголя, Велимира Хлебникова (собрание произведений в 5 томах, 1928—33, совместно с Юрием Тыняновым).
О Коле говорилось, что он способный и добросовестный работник, но пишет ужасно длиннейшими предложениями, тяжело, не доберёшься до смысла. Но при этом поэзию понимает. И хороший товарищ. И лишён подлости.
В 1946 году приютил у себя поэта Н. Заболоцкого после его освобождения из лагеря.
Умер от разрыва аорты, купаясь в Переделкинском пруду. Похоронен на Переделкинском кладбище.